# A nine
株式会社エーナイン (a nine) は、小室哲哉が2009年7月に設立した個人事務所である。

## 概要
2009年6月、大阪地裁の判決後の7月に設立された。実質、小室哲哉の債務整理を目的とした側面がある。

## エピソード
社名の由来は「a」は「avex」「a-nation」から、「nine」は「9」を示している。語呂合わせで「A級」「永久」をかけている。2009年に設立されたことを印す意向もある。また、小室の自らの作風からそれをとっている意味もある。
a nine設立以降の小室哲哉のデモ楽曲には、a nineのnineを『Q』にして、AQの通し番号が入っている(村上春樹の長編小説『1Q84』を参考にされた)。2013年3月時点で、AQ167までが完成している。